# Emich zu Leiningen

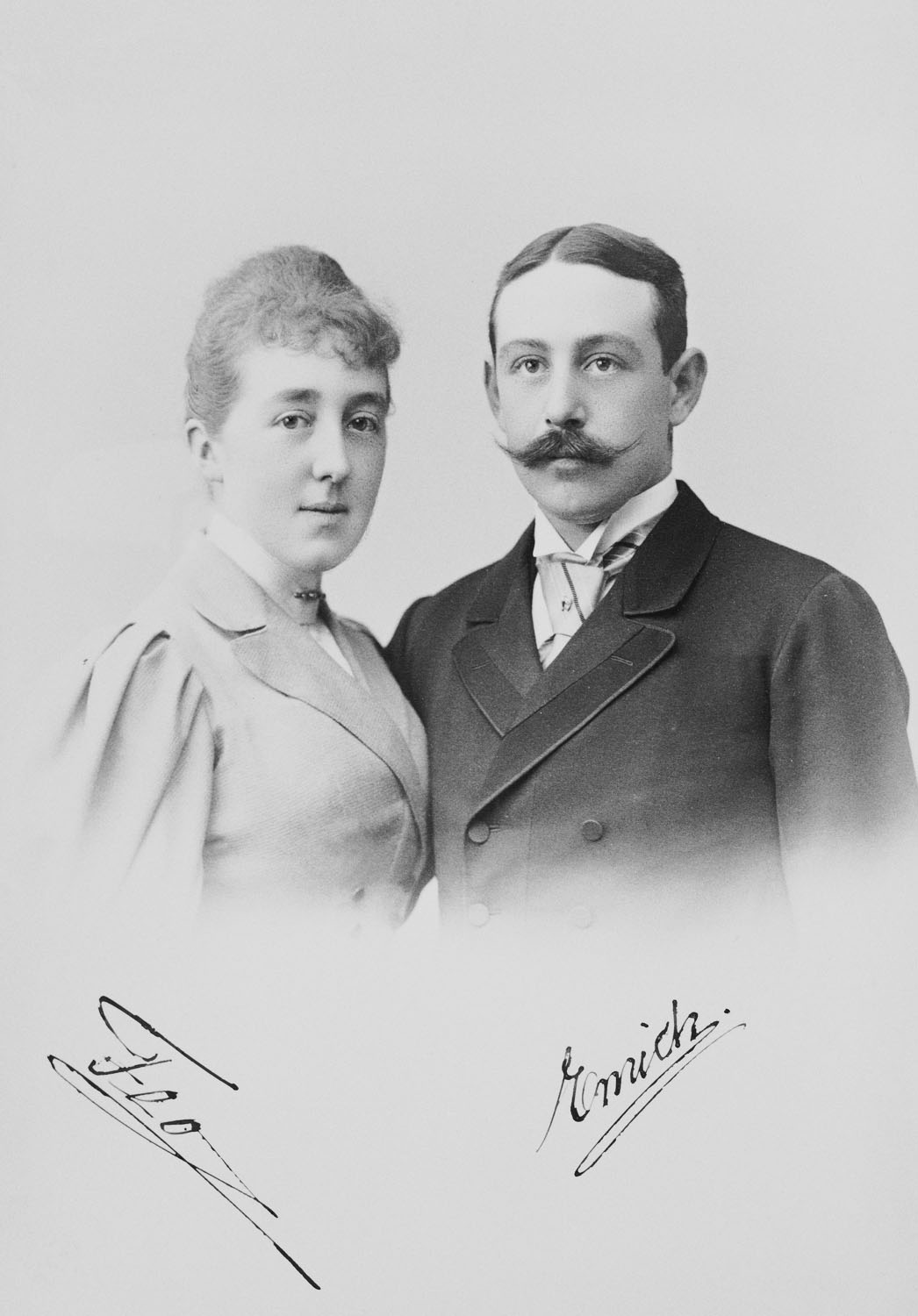
Feodora und Emich zu Leiningen um 1894

Emich Eduard Carl Fürst zu Leiningen (* 18. Januar 1866 in Osborne House; † 18. Juli 1939 in Schloßau) war fünfter Fürst zu Leiningen und deutscher Standesherr.

## Herkunft
Emich zu Leiningen aus der Linie Leiningen-Dagsburg-Hartenburg war der Sohn des Fürsten Ernst zu Leiningen und der Fürstin Marie Amalie, geborene Prinzessin von Baden. Er gehörte der evangelischen Kirche an.

## Leben
Emich zu Leiningen, ein Großneffe der Königin Victoria, kam auf deren Landsitz auf der Isle of Wight zur Welt. Als Beruf wählte er eine militärische Laufbahn in der Preußischen Armee und stieg dort bis zum Oberstleutnant à la suite im stellvertretenden Generalkommando des XVIII. Armee-Korps auf. Er nahm an etwa 20 Schlachten des Ersten Weltkriegs teil.
Als Gutsbesitzer in Unterfranken, Hessen und Baden gehörte Emich zu Leiningen nach dem Tod seines Vaters 1904 dem Bayerischen Reichsrat, der Ersten Kammer der Landstände des Großherzogtums Hessen und der Ersten Kammer der Ständeversammlung des Großherzogtums Baden an.
Nach der Novemberrevolution entfielen mit Artikel 109 der Weimarer Verfassung sämtliche Vorrechte des Adels und damit auch das standesherrliche Erbrecht mit den Regelungen der Primogenitur. Um die Teilung des Familienvermögens zu verhindern, gelang Emich Fürst zu Leiningen 1925 die Abfassung eines Erbvertrags, der im Einklang mit dem Bürgerlichen Gesetzbuch stand und das Vermögen des fürstlichen Hauses Leiningen für die weiteren Generationen sicherte. Während der Jahre der Weimarer Republik und des aufsteigenden Nationalsozialismus betätigte sich Emich zu Leiningen als Wohltäter der Stadt Amorbach. Er trat zum 1. Mai 1933 der NSDAP bei (Mitgliedsnummer 3.416.656). Entsprechend musste er zu Beginn 1939 auch weisungsgemäß aus dem Johanniterorden austreten. Dort wurde der Fürst 1905 Ehrenritter und 1913 Rechtsritter, organisiert in der Genossenschaft Württemberg-Baden.  
Er verstarb im Sommer 1939 beim Ansitzen auf der Jagd bei Schloßau. Der Fürst-Emich-Gedenkstein markiert noch heute den Sterbeort.

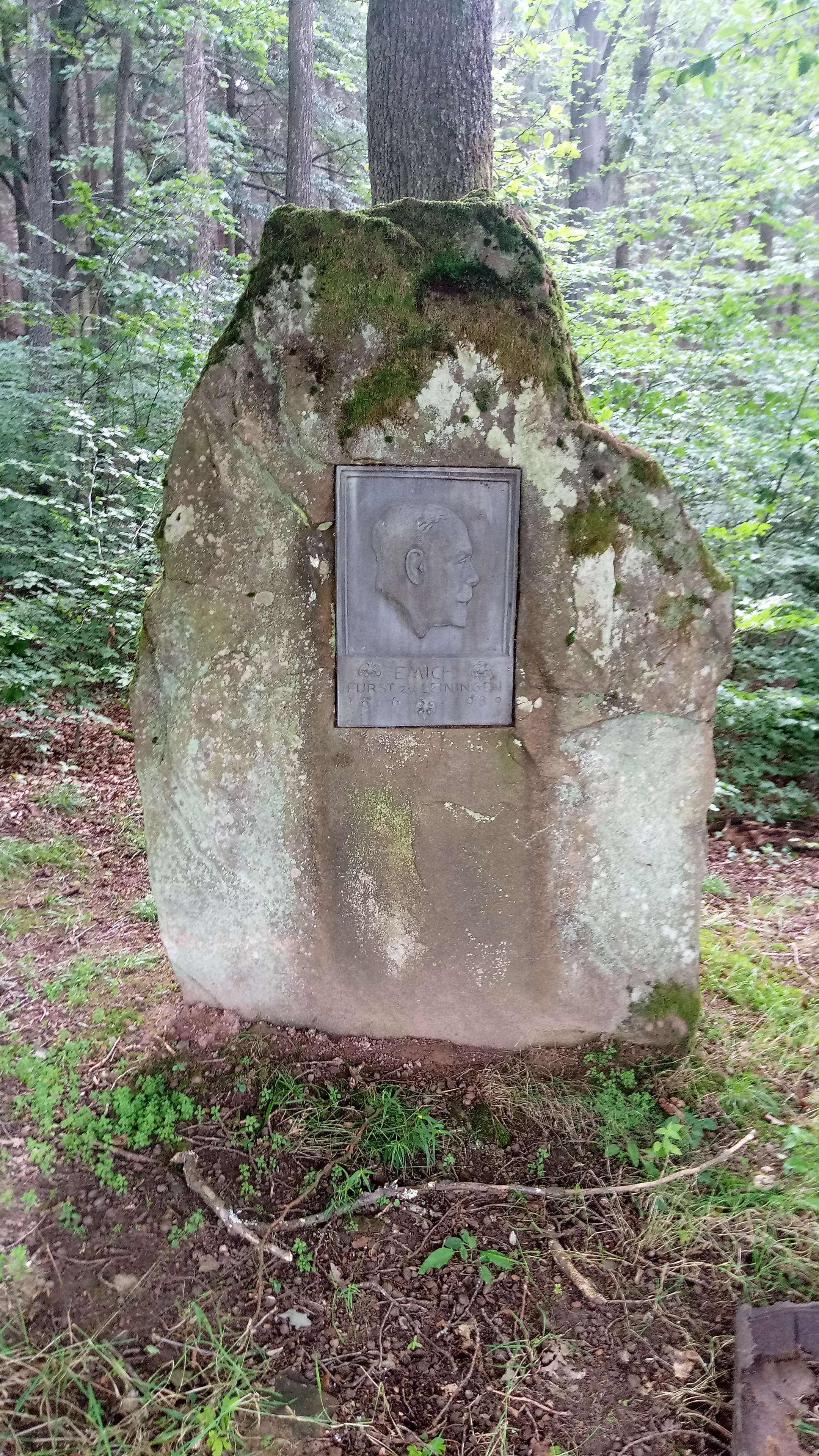
Fürst-Emich-Gedenkstein bei Schlossau

## Familie

Monogramm des Fürsten Emich zu Leiningen

Am 12. Juli 1894 heiratete Emich zu Leiningen in Langenburg Prinzessin Feodora (* 23. Juli 1866 in Langenburg; † 1. November 1932 in Waldleiningen), die Tochter des Fürsten Hermann zu Hohenlohe-Langenburg, des Reichsstatthalters von Elsass-Lothringen. Aus der Ehe gingen fünf Kinder hervor, eine Tochter und vier Söhne:
- Viktoria (* 12. Mai 1895 in Amorbach; † 9. Februar 1973 in Assenheim) ⚭ 1922 Maximilian Ludwig Graf zu Solms-Rödelheim und Assenheim (1893–1968). Aus der Ehe gingen zwei Söhne hervor.
- Emich Ernst, Erbprinz zu Leiningen (* 29. Dezember 1896 in Amorbach; † 21. März 1918 in Quéant bei Cambrai). Im Ersten Weltkrieg gefallen.
- Karl (* 13. Februar 1898 in Straßburg; † 2. August 1946 in Saransk) wurde gemäß der Haustradition ab 1939 als sechster Fürst von Leiningen[5] gezählt; ⚭ 1925 Maria Kirillovna (1907–1951), die älteste Tochter des russischen Großfürsten Kyrill Wladimirowitsch Romanow. Aus der Ehe gingen sieben Kinder hervor.
- Hermann (* 4. Januar 1901 in Amorbach; † 29. März 1971 ebenda) ⚭ 1938 Irene Gräfin von Schönborn-Wiesentheid (1895–1969). Die Ehe blieb kinderlos.
- Hesso (* 23. Juli 1903 in Amorbach; † 19. Juni 1967 in Rottach-Egern) ⚭ 1933 Marie Louise Gräfin von Nesselrode (1905–1993). Die Ehe blieb kinderlos.

## Ehrungen
- 1898 Knight Grand Cross des Royal Victorian Order[6]

## Belege und Anmerkungen
1. ↑  Fürstenfolge des Hauses Leiningen (Memento des Originals vom 23. September 2013 im Internet Archive)  Info: Der Archivlink wurde automatisch eingesetzt und noch nicht geprüft. Bitte prüfe Original- und Archivlink gemäß Anleitung und entferne dann diesen Hinweis.
2. ↑  Haus Leiningen im Online Gotha von Paul Theroff
3. ↑  Bundesarchiv R 9361-VIII KARTEI/14930024
4. ↑  http://niqolas.de/weltlauf/adel.pdf
5. ↑  Artikel 109 WRV (Weimarer Reichsverfassung vom 11. August 1919) bestimmt, dass die öffentlich-rechtlichen Vorrechte oder Nachteile der Geburt oder des Standes aufzuheben sind. Adelsbezeichnungen gelten nur [mehr] als Teil des Namens und dürfen nicht mehr verliehen werden. Im Falle der Nachkommen des ehemaligen Fürstenhauses Leiningen tragen seitdem alle Familienmitglieder der Linie Leiningen-Dagsburg-Hartenburg den Familiennamen Prinz bzw. Prinzessin von Leiningen. Die auf den nicht mehr existierenden und vererbbaren Primogenituradel zurückgehende Namensbezeichnung Fürst von Leiningen unter Verwendung des Erstgeburtstitels „Fürst“ als Namensbestandteil (nur bei den Oberhäuptern der Familie) wird in nichtamtlichen Zusammenhängen ähnlich den Bestimmungen des Pseudonyms als Höflichkeitsform in Anlehnung an die Tradition der Familie sowohl in der Literatur als auch in der Gesellschaft überwiegend verwendet. Ob der melderechtlich relevante Name hier jedoch nach dem Tod des letzten Berechtigten 1939 stets Prinz von Leiningen blieb, ist Wikipedia nicht bekannt. In einigen ähnlich gelagerten Fällen gelang es adelsrechtlich befugten Titelträgern, den Namensbestandteil Fürst auf Grund des Wohlwollens der örtlichen Behörde auch in ihre Dokumente eintragen zu lassen. Siehe dazu Wilfried Rogasch: Schnellkurs Adel. DuMont, Köln 2004, ISBN 978-3-8321-7617-4, S. 17 f.
6. ↑  
London Gazette. Nr. 27007,  HMSO, London, 23 September 1898, S. 5599 (Digitalisat, englisch).

| Personendaten    | Personendaten                            |
| ---------------- | ---------------------------------------- |
| NAME             | Leiningen, Emich zu                      |
| ALTERNATIVNAMEN  | Leiningen, Emich Eduard Carl Fürst zu    |
| KURZBESCHREIBUNG | Fürst zu Leiningen, preußischer Offizier |
| GEBURTSDATUM     | 18. Januar 1866                          |
| GEBURTSORT       | Osborne House                            |
| STERBEDATUM      | 18. Juli 1939                            |
| STERBEORT        | Mudau                                    |